# Palvan Darvoza

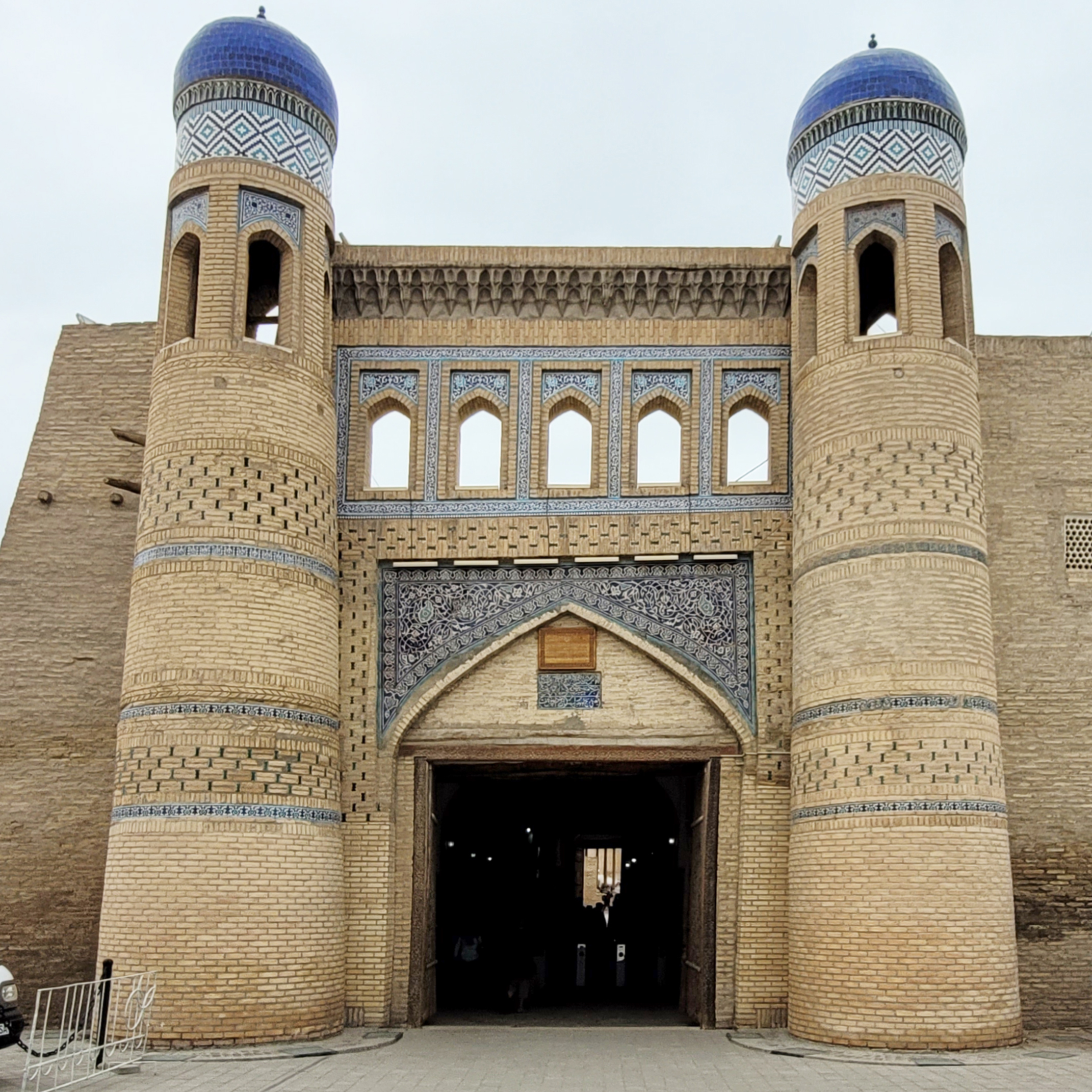
Vue de la Palvan Darvoza.

La porte Palvan Darvoza, ou porte géante, ou encore porte de l'Est, est une porte de la ville de Khiva en Ouzbékistan donnant accès au quartier fortifié d'Itchan Kala qui est inscrit, comme la porte, à la liste du patrimoine mondial de l'Unesco.
Elle a été construite entre 1806 et 1835; c'est donc la plus ancienne de la ville. Un marché aux esclaves se tenait juste à gauche, avant la signature du protectorat de l'Empire russe en 1873. Les esclaves qui avaient tenté de s'enfuir attendaient leur condamnation à mort sous la porte.
La porte a été nommée en l'honneur d'un poète local, Palvan Mahmoud, auteur il y a sept siècles de plus de trois cents quatrains (rubāʿī), considéré comme protecteur de la ville. Il est enterré à la mosquée du Vendredi (Djouma), juste derrière, dans un mausolée imposant.
Les dimensions de la porte sont de 51,76 mètres х 17,5 mètres en surface, les grandes coupoles mesurent 5,2 mètres de diamètre et les deux petites coupoles, 4,5 mètres de diamètre.